# Політика кави з молоком
Політика кави з молоком (порт. Café com leite) — напівжартливий термін, що означав домінування у бразильській політиці протягом Старої республіки (1889—1930) олігархії найбільших і найбагатіших штатів Сан-Паулу (центр виробництва кави) і Мінас-Жерайс (центр молочної промисловості), хоча перший був безумовним лідером альянсу.

## Опис
Протягом старої республіки система патронажу, яка визначала бразильську політику, особливо у сільській місцевості, надавала можливость аграрним олігархам лідируючих штатів переважати у державних структурах, особливо слабких федеральних структурах. Політика кави з молоком фактично означала, що губернатори двох головних штатів фактично чергувалися на посаді президента республіки.
Ця політика цілком засновувалася на олігархічній системі, відомій як коронелізм (coronelismo) або «влада полковників», при якій вся влада зосереджувалася в руках одного олігарха, відомого як «полковник», який розподіляв привілеї у відповідь на лояльність.
Тим часом, представникам інших штатів не могла подобатися така структура розподілу державної влади. Люта посуха 1877 на Північному сході та економічний спад в результаті скасування рабства в 1880-х привели до значної трудової міграції звільнених рабів та інших селян з Північного сходу в Південний схід, прискоривши розпад цукрової олігархії Півночі. Із зростанням значення кави на Південному сході, Сан-Паулу почав грати роль центрального штату у владі Старої республіки. Північно-східні землевласники різко опонували конкуруючим олігархам з Сан-Паулу, що пояснює їх роль в революції 1930.
З іншого боку, зростання торгівлі та промисловості в Сан-Паулу підривали перевагу кавових олігархів в політиці самого штату. Протягом правління Жетуліо Варгаса, яке супроводжувалося підсиленням середнього класу і аграрної олігархії периферійних штатів, у Бразилії сформувалася централізованіша державна структура, поступово витісняючи політику коронелізму.
Проте, спадок політики кави з молоком все ще видимий у Бразилії. Навіть зараз бразильська політика відома своєю надзвичайно клановою, олігархічною і персоналістичною струкрутою, а Сан-Паулу і Мінас-Жерайс залишаються провідними штатами країни.